# Tenextepango
Tenextepango es un poblado del municipio de Ayala, Morelos, México.

## Toponimia
Su topónimo proviene de la conjunción de tres vocablos náhuatl, tenex-tepan-co: "Tenextli" [cal], "tepantli" [pared] y "ko" sufijo que indica "lugar", por lo que el nombre significa "lugar de paredes de cal", debido a que es un valle rodeado de cerros.

## Historia
En 1603, Don Nicolás Abad mandó a construir una hacienda de labor conocida como la Hacienda de San Francisco Mapachtlán (de la lengua náhuatl, "mapach" [mapache] y "tlán" [tierra]: "Lugar en donde hay muchos mapaches").
La Hacienda prosperó acompañada de los Dominicos y en 1615 alcanzó el rango de congregación. En 1750, con financiamiento de los hacendados y la orientación de los Dominicos, los lugareños construyeron una iglesia dedicada a San José, por lo cual, esa localidad adoptó el nombre de San José Mapachtlán.
En 1799 la congregación de San José Mapachtlan es elevada a Presidencia Auxiliar dependiendo de Cuautla de Amilpas.
La industria azucarera venía arrastrando desde principios del siglo XVII una serie de problemas estructurales que se fueron agravando durante el transcurso de dicho siglo, debilitando las unidades productivas. Es de recordar que a fines del siglo XVI se prohibió la exportación de azúcar, con lo cual quedó limitada la producción a las proporciones del mercado interno.
A principios del siglo XVIII, el ingenio y hacienda de Santiago Tenextepango, perteneció a tres mercaderes miembros de la familia Ruiz de Castañeda - Chacón. El primer dueño del que se tiene referencia fue Lucas Serafín Chacón, cónsul del Tribunal mercantil en 1731-1732 y miembro del cuerpo mercantil cuando menos de 1712 a 1741.  A la muerte de otro de los dueños, Martín Serafín Chacón, su viuda recibió como herencia la finca y trapiche Santiago Tenextepango.
Hacia mediados del siglo XVIII, Santiago Tenextepango pertenecía a Joseph Ruiz de Castañeda, quien la heredó a Benito Martínez de la Escalera. Martínez de la Escalera, miembro del consulado de México al menos desde 1768, fue dueño de la hacienda desde 1766 hasta su muerte, acaecida hacia mediados de la década de 1780. 
Hacia 1770 se inició una época de bienestar económico en la Nueva España: la agricultura se expandió. La industria azucarera participó del auge económico, lo que permitió que la región de Cuernavaca-Cuautla viviera un corto periodo de florecimiento durante los últimos años del virreinato. Para que se diera este auge se conjugaron diversas circunstancias que permitieron que se ampliara el mercado del azúcar. En 1794 se abolió la prohibición para fabricar aguardiente y muchas propiedades fueron adquiridas por comerciantes, quienes invirtieron capital en ellas para hacerlas productivas. Entre los nuevos hacendados se perfilaba un grupo económicamente poderoso, que estaba vinculado con la elite de la Ciudad de México. Luego del deceso de Martínez de la Escalera, Santiago Tenextepango el 22 de febrero de 1787, pasó a manos de José Martín Chávez, miembro del cuerpo mercantil, y cónsul de su tribunal en 1779 y 1780. El surgimiento de este nuevo grupo de hacendados dio un gran impulso a la industria, contribuyendo a su auge a finales de la época colonial.
La titularidad de la propiedad de las haciendas azucareras del distrito de Cuernavaca presentó fuerte continuidad durante el periodo 1800-1834. De las 41 haciendas que producían azúcar,4 más de la mitad (25) fueron heredadas por descendientes de las grandes familias de antiguos mercaderes capitalinos. 
Hacia 1824 Don Francisco Cortina González de Noriega obtuvo por herencia de su esposa María Dolores Chávez Fernández de Madrid, hija de Don José Martín Chávez, la hacienda Tenextepango. A la muerte de Don Francisco, en el año 1824, su hijo Don Ignacio Cortina Chávez, hereda la propiedad.
En 1834, por iniciativa del Congreso Legislativo del Estado de México, la localidad de Tenextepango es elevada a la categoría de pueblo.
En 1862 como resultado de problemas económicos derivados de la contribución extraordinaria de guerra impuesta por el gobierno liberal, Don Ignacio tuvo que arrendar y posteriormente vender la hacienda en 1863 al empresario del azúcar Isidoro Fernando José Máximo de la Torre Carsi (1818-1881) fundador de la casa Jacker-Torre & Cía.
Durante el Segundo Imperio Mexicano, una vez que Maximiliano I fue coronado, el presidente Benito Juárez tuvo que desplazar la capital de la República Mexicana a diferentes regiones para llevar a cabo un gobierno itinerante, por lo cual, dividió el territorio original del Estado de México en tres distritos militares: el actual Estado de México (que comprendía la actual Ciudad de México) y los territorios que actualmente son los Estados de Hidalgo y Morelos.
El 13 de mayo de 1868, el gobernador provisional del Estado de México, el Lic. Cayetano Gómez Pérez, subdividió el Distrito de Cuautla y erigió en la zona una nueva municipalidad que llamó Villa de Ayala, en honor al insurgente independentista Francisco Ayala, oriundo del lugar.
En 1867, tras el triunfo republicano, los nuevos distritos militares se opusieron a reintegrarse políticamente al Estado de México debido a la lejanía de su capital, la Ciudad de Toluca, por lo cual, tras un año de deliberaciones, el presidente Juárez optó por elevarlos a la categoría de Estado de la federación, con los nombres de los dos héroes de la Independencia de México, Miguel Hidalgo y Costilla, y José María Morelos y Pavón.
Con la subdivisión del Estado de México y la erección del nuevo Estado Libre y Soberano de Morelos el 17 de abril de 1869, el otrora Distrito Militar de Cuautla quedó incorporado como municipio a la nueva soberanía federal junto con su comunidad adyacente, la actual Ayala y el pueblo de Tenextepango.
A la muerte de Don Isidoro Máximo de la Torre su hijo José Ignacio de la Torre y Mier. hereda la hacienda en 1881 con sólo quince años de edad, una de las mayores productoras de caña de azúcar de la región, con una extensión de dieciséis mil hectáreas. De esta manera llegaba a convertirse en uno de los terratenientes más ricos de todo el país. Posteriormente Ignacio contrae nupcias el 16 de enero de 1888 con Amada Díaz, hija predilecta del presidente Porfirio Díaz.
La hacienda no solo producía caña de azúcar, sino que también cultivaba forrajes para el ganado utilizado en las cosechas. Además, era un lugar de descanso para Porfirio Díaz durante el invierno. En esta temporada, el presidente prefería pasar los días en esta región del país, ya que le gustaba por su clima.

## Localidad
La localidad de Tenextepango está situado en el Municipio de Ayala, Estado de Morelos, en la latitud 18° 43′ 43.18″ N, longitud 98° 57′ 20.52″ W, a 1146 metros de altitud sobre el nivel del mar.
Es uno de los pueblos católicos con más tradición en el Estado de Morelos, pues cada 25 de julio celebra la fiesta patronal de Santiago Apóstol y se realiza la danza popular de los tecuanes en honor al santo patrono.

## Población y economía
Es el tercer pueblo más poblado del Municipio de Ayala y su principal actividad económica es la agricultura, pues cuenta con más de 600 ejidatarios, lo que representa una fuente de empleo para los jornaleros agrícolas provenientes del Estado de Guerrero. Otras actividades económicas son la docencia, el turismo estatal, la cosecha de ejote y labores diversas en el parque Industrial Cuautla (ubicado en Xalostoc, Morelos) debido a su cercanía con la localidad.
En la localidad hay 4102 hombres y 4352 mujeres. Del total de la población, el 15,95% proviene de fuera del Estado de Morelos. El 9,49% de la población es analfabeta (el 8,03% de los hombres y el 10,81% de las mujeres). El grado de escolaridad es del 7.88 (7.95 en hombres y 7.83 en mujeres).
El 10,38% de la población es indígena y el 5,94% de los habitantes habla una lengua indígena. El 0,63% de la población habla una lengua indígena y no habla español.
El 35,00% de la población mayor de 12 años está ocupada laboral mente (el 48,84% de los hombres y el 22,43% de las mujeres).

## Condiciones sociales
En Tenextepango hay 1935 hogares, dentro de los cuales, 290 tienen piso de tierra y unos 200 consisten de una sola habitación. 1866 de las viviendas tienen instalaciones sanitarias, 1799 están conectadas al servicio público y 1891 tienen acceso a la luz eléctrica.
Las condiciones económicas permiten que 198 viviendas cuenten con una computadora, 957 tengan una lavadora de ropa y 1811 cuentan con una televisión.